# هلاونوویتسه
هلاونوویتسه (به چکی: Hlavňovice) یک منطقهٔ مسکونی در جمهوری چک است که در ناحیه کلاتووی واقع شده‌است. هلاونوویتسه ۲۴٫۱ کیلومتر مربع مساحت و ۵۰۴ نفر جمعیت دارد و ۶۸۷ متر بالاتر از سطح دریا واقع شده‌است.